# Galium richardianum
Galium richardianum är en måreväxtart som först beskrevs av John Gillies, William Jackson Hooker och George Arnott Walker Arnott, och fick sitt nu gällande namn av Stephan Ladislaus Endlicher och Wilhelm Gerhard Walpers. Galium richardianum ingår i släktet måror, och familjen måreväxter. Inga underarter finns listade i Catalogue of Life.